# Vedad Ibišević
Vedad Ibišević (ur. 6 sierpnia 1984 we Vlasenicy) – bośniacki piłkarz grający na pozycji napastnika.

## Kariera klubowa
W wieku 16 lat wraz z rodzicami wyemigrował z Bośni do Szwajcarii. Młodzian rozpoczął treningi w FC Basel, lecz zmuszony był do zrezygnowania z nich już po dziesięciu miesiącach. Jego rodzina zdecydowała się na wyjazd do Stanów Zjednoczonych, osiedliła się w St. Louis w stanie Missouri. Region ten od lat słynął z promowania talentów piłkarskich. Jako uczen liceum imienia Roosevelta, przy którym utworzono zespół o nazwie Busch SC 85 (później zmieniono nazwę na St. Louis Strikers). W college'u spędził zaledwie dwanaście miesięcy, dla uczelnianej drużyny zdobył 18 bramek w 22 występach, wybrano go najlepszym pierwszoroczniakiem rozgrywek. Po tym okresie trafił do Chicago Fire, gdzie częściej grał jednak w barwach rezerw.

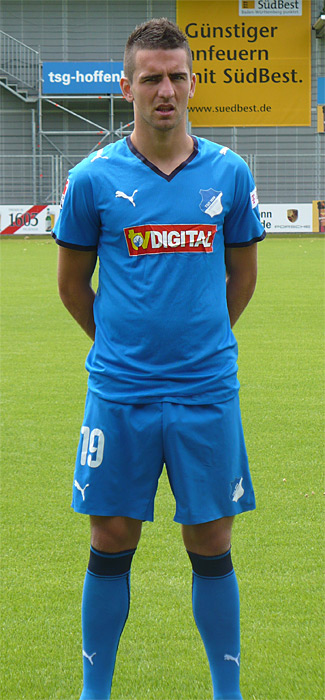
Vedad Ibišević

Po debiucie w barwach młodzieżowej kadry Bośni i Hercegowiny, ponownie trafił do Europy. Do Paris Saint-Germain przygarnął go jego rodak, Vahid Halilhodžić. W barwach pierwszego zespołu rozegrał zaledwie cztery spotkania, w których nie zdobył żadnego trafienia (o miejsce w ataku musiał rywalizować z Pedro Pauletą, Danijelem Ljuboją oraz Reinaldo), w zimie został sprzedany do drugoligowca z Dijonu, dla którego przez półtora sezonu strzelił dziesięć bramek. W sezonie 2006/2007 grał dla Alemannii Akwizgran, z której rok później trafił do TSG 1899 Hoffenheim. U boku trenera Ralfa Rangnicka wywalczył pierwszy w historii klubu awans do Bundesligi. W najwyższej niemieckiej klasie rozgrywkowej spisuje się znakomicie, po szesnastu kolejkach ligowych na swoim koncie ma osiemnaście bramek i zdecydowanie przewodzi klasyfikacji strzelców. Poważnie mówi się o zainteresowaniu jego osobą ze strony potentatów europejskiego futbolu jak: Manchester United, Juventus F.C. i Bayern Monachium. Ostatnio jednak bardzo zainteresowany jest nim Inter Mediolan. Cena zaporowa transferu to 10 mln euro. W styczniu 2009 w towarzyskim meczu z Hamburgerem SV zerwał więzadła w prawym kolanie, przez co nie będzie grał do końca sezonu.

## Kariera reprezentacyjna
W swojej karierze Ibišević wystąpił w 83 spotkaniach reprezentacji Bośni i Hercegowiny, strzelając 28 bramek.